# ゴルフ侍、見参!
『ゴルフ侍、見参!』（ゴルフざむらい、けんざん）は、BSテレ東で2012年10月7日から放送されているゴルフ番組。

## 概要
番組に登場するゴルフ場会員のハンディキャップ5以下の一般（アマチュア）シングルゴルファーを番組では「侍」と表現し、侍のホームコース（所属ゴルフ場）でシニアプロゴルファーに挑戦。1対1の9ホールマッチプレーで勝負に挑む。
多くのゴルフ番組ではアマチュアに対してハンディを付けるところを、あえてハンディキャップなしのスクラッチマッチプレー方式を取り入れていることが番組の特徴。その一方、プロも初めて回るコースでプレーすることになり、「コースを知り尽くした侍（アマチュア）と、初めてのコースでプレーするプロ」の対決となる。その為、ゴルフ場の各ホール特徴解説は、侍が1ホールずつ行う。

## 出演したプロゴルファー
- 海老原清治（第1回・第6回・第88回・第92回・第229回・第235回・第295回・第309回・第370回）
- 渡辺司（第2回・第7回・第123回・第128回・第293回・第300回）
- 三好隆（第3回・第8回・第130回・第133回）
- 水巻善典（第4回・第11回）
- 高松市門（第5回・第17回）
- 金子柱憲（第9回・第14回・第134回・第138回・第209回・第213回）
- 東聡（第10回・第16回）
- 植田浩史（第12回・第15回・第155回・第160回・第255回・第266回・第367回・第375回）
- 丸山智弘（第13回・第19回・第102回・第106回・第236回・第243回）
- 佐藤剛平（第18回・第118回・第120回・第299回・第308回・第352回・第356回）
- 中山徹（第20回・第196回・第202回）
- 井戸木鴻樹（第21回・第322回・第327回）
- 山本善隆（第22回・第29回・第231回・第238回・第317回・第323回）
- 飯合肇（第23回・第24回）
- 高見和宏（第25回・第27回・第121回・第124回・第262回・第273回）
- 青木基正（第26回・第114回・第117回・第301回・第322回）
- 長谷川勝治（第28回・第39回・第158回・第163回・第294回・第302回）
- 萩原浩一（第30回・第44回・第217回・第221回・第315回・第320回）
- 羽川豊（第31回・第32回）
- 鷹須南雄（第35回、第100回・第103回）
- 白浜育男（第37回・第84回・第89回・第254回・第261回）
- 高橋勝成（第38回・第52回・第179回・第183回・第307回・第311回）
- 池内信治（第41回・第53回・第303回・第318回・第360回・第368回）
- 古市忠夫（第42回・第54回・第211回・第216回・第346回・第349回）
- 新関善美（第43回・第47回）
- 吉村金八（第45回・第50回・第122回・第126回）
- 室田淳（第49回・第55回）
- 尾崎直道（第51回・第56回）
- 横山明仁（第57回・第65回・第156回・第161回）
- 佐藤英之（第58回・第62回・第220回・第226回）
- 大町昭義（第59回・第67回）
- 井上久雄（第60回・第71回・第258回・第269回）
- 木村政信（第61回・第68回）
- 比嘉勉（第63回・第72回・第250回・第260回）
- 菊池勝司（第64回・第70回・第164回・第167回）
- 新井規矩雄（第66回・第73回・第184回・第189回・第366回）
- ドラゴン瀧（第69回・第74回・第192回・第198回）
- 中村忠夫（第75回・第81回）
- 浜野治光（第76回・第80回・第188回・第193回・第321回・第326回）
- 岩間建二郎（第77回・第85回・第219回・第225回）
- 芹澤信雄（第78回・第86回・第191回・第197回・第286回・第291回）
- 中島弘二（第79回・第87回・第170回・第173回・第256回・第267回）
- 矢部昭（第82回・第90回・第248回・第253回）
- 田中泰二郎（第83回・第91回）
- 青山薫（第93回、第97回・第139回・第144回・第207回・第214回）
- グレゴリー・マイヤー（第94回・第98回・第298回・第306回）
- 原田三夫（第95回、第99回・第174回・第178回・第358回・第362回）
- 福澤義光（第96回・第101回・第246回・第251回）
- 高松厚（第104回・第108回・第194回・第201回）
- 崎山武史（第105回・第110回・第181回・第186回・第285回・第290回・第371回・第377回）
- 合田洋（第107回・第111回）
- 田中文雄（第109回・第113回）
- 槇岡充浩（第112回・第116回）
- 芹澤大介（第115回・第119回・第190回・第195回・第244回・第245回・第305回・第312回）
- タケ小山（第125回・第127回・第175回・第177回・第287回・第292回・第344回・第353回）
- 冨永浩（第129回・第132回・第223回・第228回・第329回・第332回）
- 米山剛（第131回・第135回・第284回・第289回・第343回・第348回）
- 中根初男（第136回・第140回・第240回・第249回・第330回・第333回）
- 清水洋一（第137回・第141回・第218回・第224回・第339回・第341回）
- 松井功（第142回・第146回）
- 小川清二（第143回・第147回）
- 久保勝美（第145回・第148回・第222回・第227回）
- 佐藤正一（第149回・第152回・第365回・第369回）
- 中瀬壽（第150回・第153回）
- 松本紀彦（第151回・第154回・第259回・第271回）
- ベルンハルト・ランガー（第157回・第162回）
- デビッド・イシイ（第159回・第165回）
- 安田春雄（第166回・第171回・第234回・第242回）
- 藤池昇龍（第168回・第172回）
- 白石達哉（第169回・第176回）
- 溝口英二（第180回・第185回・第274回・第282回・第351回・第355回）
- 秋葉真一（第182回・第187回・第374回）
- 平石武則（第199回・第204回・第296回・第314回）
- 佐久間馨（第200回・第205回・第263回・第275回）
- 増田哲仁（第203回・第208回・第265回・第278回）
- 加瀬秀樹（第206回・第212回）
- 鈴木亨（第210回・第215回）
- 川岸良兼（第230回・第237回・第319回・第325回）
- 金山和雄（第232回・第239回）
- 牧野裕（第233回・第241回・第331回・第335回）
- 石渡俊彦（第247回・第252回）
- 初見充宣（第257回・第268回）
- 大庭長人（第264回・第276回）
- 時任宏治（第270回・第279回）
- 上出裕也（第272回・第280回）
- 河村雅之（第277回・第281回・第345回・第350回）
- 寺西明（第283回・第288回）
- 白潟英純（第297回・第304回・第359回・第363回）
- 小達敏昭（第310回・第313回）
- 日下部光隆（第324回・第328回・第373回）
- 立山光広（第334回・第340回）
- 山添昌良（第336回・第342回）
- 五十嵐雄二（第337回・第338回）
- 桑原将一（第347回・第354回）
- 塚原好宣（第357回・第361回）
- 高橋完（第364回・第372回）
- 篠崎紀夫（第376回）
- 福永和宏（第388回）
- 柳澤伸祐（第417回）
- 野仲茂（第434回）
- 宮瀬博文（第435回）
- 兼本貴司（第437回）
- 中山正芳（第452回）
- 丸山大輔（第455回）
- 西川哲（第470回）
- 森田徹（第472回）
- 野上貴夫（第484回）
- 中井学、堀尾研仁、ディネッシュ・チャンドほか

## スペシャルゲスト侍
- 古田敦也
- 石井一久
- オール巨人
- 澤登正朗
- 真弓明信
- 堀田明
- 川口和久
- 田中幸雄

## スタッフ
- ナレーター：佐藤政道
- 音楽：エレファントカシマシ
- 協力：日本ゴルフ協会、ショットナビ、カガミ、フナヤ278
- プロデューサー：藤田健太（BSテレ東）、内矢浩（サジットメディア）
- 製作：BSテレ東、サジットメディア

## テーマソング
番組で流される音楽は、全てエレファントカシマシの楽曲が使われる。
オープニングテーマ
- 初代「ズレてる方がいい」
- 2代目「季節はずれの男」
- 3代目「今宵の月のように」
- 4代目「我が祈り」
- 5代目「悲しみの果て」
- 6代目「絆」
- 7代目「季節はずれの男」早回し

侍紹介
- 「昔の侍」

プロ紹介
- 「風に吹かれて」

コース紹介
- 「穴があったら入いりたい」

## スペシャル特番

### ゴルフ小侍、見参!
『ゴルフ小侍、見参! 〜芸人・蛍原徹の戦い〜』のタイトルで、蛍原徹が「侍」となり、5人のプロゴルファーとの対決に挑むスピンオフ番組が過去2回年末特番として放送されている。
蛍原が出演している『アメトーーク!』（テレビ朝日）内で、本番組のファンと発言したことが番組制作のきっかけとなった。

#### 概要
- 放送時間

第1回：2017年12月30日 17:00 - 18:24
第2回：2018年12月29日 19:00 - 20:54
- 出演者

小侍：蛍原徹（お笑い芸人、雨上がり決死隊）
第1回プロ：田中泰二郎、ドラゴン瀧、中島弘二、丸山智弘、安田春雄、矢部昭
第2回プロ：加瀬秀樹、井戸木鴻樹、山添昌良
- ゴルフ場

第1回：ホウライカントリー倶楽部
第2回：マグレガーカントリークラブ

### 女性バトル

#### 第1弾
『年末スペシャル 〜初の女性バトル&因縁の男子プロ対決〜』

##### 概要
- 2019年12月30日 18:00 - 20:00
- 出演者

平瀬真由美、東聡、金子柱憲
- ゴルフ場

千葉桜の里ゴルフクラブ
カレドニアン・ゴルフクラブ

#### 第2弾
『女性バトル 豪華2本立てスペシャル』

##### 概要
- 2020年3月15日 14:00 - 16:00
- 出演者

岡田美智子、表純子
- ゴルフ場

船橋カントリークラブ
姉ヶ崎カントリー倶楽部

#### 第3弾
『レジェンドプロVS最強美人アマ2本立て』

##### 概要
- 2020年9月20日 14:00 - 16:00
- 出演者

表純子、藤井かすみ
- ゴルフ場

姉ヶ崎カントリー倶楽部
ゴルフ倶楽部 成田ハイツリー

#### 第4弾

##### 概要
- 2021年3月21日 14:00 - 16:00
- 出演者

天沼知恵子
- ゴルフ場

東千葉カントリークラブ

#### 特別編
『全米アマ出場、元メジャーリーガー参戦スペシャル』
- 2020年11月22日 14:00 - 16:00
- 出演者

侍：長谷川滋利
プロ：平石武則、原田光夫
- ゴルフ場

KOMAカントリークラブ
『賞金女王 古閑美保初参戦!』
- 2020年12月30日 14:00 - 16:00
- 出演者

プロ：古閑美保
侍：岩永純子、北村勝一
- ゴルフ場

中津川カントリークラブ

#### 第6弾
- 2021年5月23日 14:00 - 16:00
- 出演者

プロ：北田瑠衣
- ゴルフ場

扶桑カントリー倶楽部

#### 第7弾
- 2021年10月24日 14:00 - 16:00
- 出演者

プロ：高又順
- ゴルフ場

鳳凰ゴルフクラブ

#### 年末特別編
- 2021年12月26日 15:00 - 17:00
- 出演者

プロ：佐伯三貴、加瀬秀樹
侍：古田敦也
- ゴルフ場

宮崎国際ゴルフ倶楽部、成田ゴルフ倶楽部

#### 第9弾
- 2022年3月20日 15:30 - 17:30
- 出演者

プロ：飯島茜
- ゴルフ場

浅見ゴルフクラブ

#### 第10弾
- 2022年7月10日 14:00 - 16:00
- 出演者

プロ：藤井かすみ
- ゴルフ場

ササンヤードカントリークラブ
ゴルフ5カントリー サニーフィールド

## 放送時間
- BSテレ東、BSテレ東4K（2018年12月2日〜）

毎週日曜日 8:00 - 9:00
- sky・A sports+（2015年3月1日〜）

毎週土・日曜日 11:00 - 12:00他（遅れ放送）

## 類似番組
- ゴルフサバイバル（BS日テレ）

当番組と同様、サジットメディアが製作しており、佐藤政道がナレーションを行う。女子ゴルファー10名がシュート・アウト方式で競う。
- 釣り侍、見参!（BSテレ東）

当番組と全く同じコンセプトで、釣りにテーマを替えて放送しているBSテレ東の釣り番組。プロ釣り師と、釣り場を知り尽くしたアマチュア（侍）が釣り対決を行う。